# Нехаевский район
Неха́евский райо́н — административно-территориальная единица (район) и одноимённое муниципальное образование (муниципальный район) в Волгоградской области России.
Административный центр — станица Нехаевская.

## География
Географическое положение
Район расположен в северо-западной части Волгоградской области.
Находится на правом берегу Хопра, где берёт своё начало приток Хопра река Тишанка. Граничит с Ростовской и Воронежской областями.
Полезные ископаемые
На территории района имеется 9 месторождений каменных строительных материалов, проявления бентонитовых глин, диамонита, запасы сырья, пригодного для изготовления керамического кирпича, а также залежи строительного песка.

## История
Нехаевский район учрежден Постановлением Президиума ВЦИК 23 июня 1928 года в составе Хопёрского округа Нижне-Волжского края. С 1934 года в составе Сталинградского края, с 1936 года — Сталинградской (Волгоградской) области. В 1954—1957 годах район входил в состав Балашовской области.
18 ноября 2004 года в соответствии с Законом Волгоградской области № 977-ОД район наделён статусом муниципального района. В его составе образованы 13 муниципальных образований (сельских поселений).

## Население
| 1939    | 1959    | 1970    | 1979    | 1989    | 2002    | 2009    | 2010    | 2012    |
| ------- | ------- | ------- | ------- | ------- | ------- | ------- | ------- | ------- |
| 25 459  | ↘21 827 | ↗26 330 | ↘22 197 | ↘19 080 | ↘17 660 | ↘15 366 | ↗15 588 | ↘15 206 |
| 2013    | 2014    | 2015    | 2016    | 2017    | 2018    | 2019    | 2020    | 2021    |
| ↘14 867 | ↘14 516 | ↘14 181 | ↘13 824 | ↘13 516 | ↘13 176 | ↘12 974 | ↘12 714 | ↗13 350 |

Гендерный состав
Мужчин — 46,4 %, женщин — 53,6 %.
Национальный состав
По итогам переписи населения 2020 года проживали следующие национальности (национальности менее 0,1 % и другое см. в сноске к строке «Другие»):
| Национальность | Численность, чел. | Доля     |
| -------------- | ----------------- | -------- |
| Русские        | 12 192            | 91,33 %  |
| Армяне         | 34                | 0,25 %   |
| Чуваши         | 25                | 0,19 %   |
| Азербайджанцы  | 22                | 0,16 %   |
| Другие         | 1077              | 8,07 %   |
| Итого          | 13 350            | 100,00 % |

## Муниципально-территориальное устройство
В Нехаевском муниципальном районе выделяются 13 муниципальных образований со статусом сельских поселений:
| №  | Муниципальное образование          | Административный центр | Количество населённых пунктов | Население (чел.) | Площадь (км²) |
| -- | ---------------------------------- | ---------------------- | ----------------------------- | ---------------- | ------------- |
| 1  | Верхнереченское сельское поселение | хутор Верхнереченский  | 6                             | ↘774             | 227.08        |
| 2  | Динамовское сельское поселение     | посёлок Динамо         | 4                             | ↗835             | 198.08        |
| 3  | Захопёрское сельское поселение     | хутор Захопёрский      | 4                             | ↗555             | 130.41        |
| 4  | Краснопольское сельское поселение  | село Краснополье       | 1                             | ↗346             | 82.46         |
| 5  | Кругловское сельское поселение     | хутор Кругловка        | 3                             | ↘911             | 135.15        |
| 6  | Луковское сельское поселение       | станица Луковская      | 2                             | ↘465             | 84.72         |
| 7  | Нехаевское сельское поселение      | станица Нехаевская     | 2                             | ↗4494            | 129.13        |
| 8  | Нижнедолговское сельское поселение | хутор Нижнедолговский  | 5                             | ↘420             | 132.03        |
| 9  | Родничковское сельское поселение   | посёлок Роднички       | 4                             | ↘792             | 281.56        |
| 10 | Солонское сельское поселение       | село Солонка           | 1                             | ↗859             | 140.62        |
| 11 | Тишанское сельское поселение       | станица Тишанская      | 11                            | ↘806             | 262.09        |
| 12 | Упорниковское сельское поселение   | станица Упорниковская  | 5                             | ↘1273            | 296.66        |
| 13 | Успенское сельское поселение       | хутор Успенка          | 2                             | ↘334             | 77.51         |

## Населённые пункты
В Нехаевский район входят 50 населённых пунктов.
| №  | Населённый пункт               | Тип     | Население | Муниципальное образование          |
| -- | ------------------------------ | ------- | --------- | ---------------------------------- |
| 1  | Авраамовский                   | хутор   | 148       | Верхнереченское сельское поселение |
| 2  | Артановский                    | хутор   | 225       | Тишанское сельское поселение       |
| 3  | Атамановский                   | хутор   | 0         | Тишанское сельское поселение       |
| 4  | Березняговский                 | хутор   | 0         | Нижнедолговское сельское поселение |
| 5  | Берёзовый                      | посёлок | 0         | Родничковское сельское поселение   |
| 6  | Бурацкий                       | хутор   | 4         | Тишанское сельское поселение       |
| 7  | Верхнереченский                | хутор   | 655       | Верхнереченское сельское поселение |
| 8  | Денисовский                    | хутор   | 143       | Упорниковское сельское поселение   |
| 9  | Динамо                         | посёлок | 965       | Динамовское сельское поселение     |
| 10 | Дрягловский                    | хутор   | 12        | Успенское сельское поселение       |
| 11 | Дьяконовский                   | хутор   | 4         | Тишанское сельское поселение       |
| 12 | Захопёрский                    | хутор   | 492       | Захопёрское сельское поселение     |
| 13 | Каменский                      | хутор   | 155       | Кругловское сельское поселение     |
| 14 | Караичевский                   | хутор   | 35        | Нижнедолговское сельское поселение |
| 15 | Ключанский                     | хутор   | 0         | Тишанское сельское поселение       |
| 16 | Красновский                    | хутор   | 72        | Тишанское сельское поселение       |
| 17 | Краснополье                    | село    | ↗346      | Краснопольское сельское поселение  |
| 18 | Кругловка                      | хутор   | 938       | Кругловское сельское поселение     |
| 19 | Кузьминка                      | посёлок | 3         | Динамовское сельское поселение     |
| 20 | Кулички                        | хутор   | 88        | Родничковское сельское поселение   |
| 21 | Лобачевский                    | хутор   | 123       | Верхнереченское сельское поселение |
| 22 | Луковская                      | станица | ↘533      | Луковское сельское поселение       |
| 23 | Мазинский                      | хутор   | 171       | Тишанское сельское поселение       |
| 24 | Марковский                     | хутор   | 13        | Верхнереченское сельское поселение |
| 25 | Махины                         | хутор   | 25        | Кругловское сельское поселение     |
| 26 | Меловский                      | хутор   | 8         | Захопёрское сельское поселение     |
| 27 | Мирный                         | посёлок | 34        | Динамовское сельское поселение     |
| 28 | Нехаевская                     | станица | ↘4050     | Нехаевское сельское поселение      |
| 29 | Нижнедолговский                | хутор   | 530       | Нижнедолговское сельское поселение |
| 30 | Нижнереченский                 | хутор   | 80        | Верхнереченское сельское поселение |
| 31 | Ольховский                     | хутор   | 21        | Тишанское сельское поселение       |
| 32 | Остряковский                   | хутор   | 40        | Луковское сельское поселение       |
| 33 | Отделение № 3 совхоза «Динамо» | посёлок | 0         | Динамовское сельское поселение     |
| 34 | Павловский                     | хутор   | ↗444      | Нехаевское сельское поселение      |
| 35 | Панькинский                    | хутор   | 155       | Упорниковское сельское поселение   |
| 36 | Первомайский                   | посёлок | 25        | Верхнереченское сельское поселение |
| 37 | Потайной                       | посёлок | 3         | Родничковское сельское поселение   |
| 38 | Родниковский                   | хутор   | 0         | Захопёрское сельское поселение     |
| 39 | Роднички                       | посёлок | 921       | Родничковское сельское поселение   |
| 40 | Соколовский                    | хутор   | 143       | Тишанское сельское поселение       |
| 41 | Солонка                        | село    | ↗859      | Солонское сельское поселение       |
| 42 | Суховский 1-й                  | хутор   | 30        | Тишанское сельское поселение       |
| 43 | Суховский 2-й                  | хутор   | 0         | Нижнедолговское сельское поселение |
| 44 | Сычевский                      | хутор   | 9         | Упорниковское сельское поселение   |
| 45 | Тишанская                      | станица | 358       | Тишанское сельское поселение       |
| 46 | Тушкановский                   | хутор   | 215       | Захопёрское сельское поселение     |
| 47 | Упорниковская                  | станица | ↗1197     | Упорниковское сельское поселение   |
| 48 | Успенка                        | хутор   | 415       | Успенское сельское поселение       |
| 49 | Федосовский                    | хутор   | 0         | Нижнедолговское сельское поселение |
| 50 | Хорошенский                    | хутор   | 110       | Упорниковское сельское поселение   |

Упразднённые населённые пункты:
- 2003 год — хутор Паршин[29]

## Экономика
Сельское хозяйство
Основное направление деятельности района — производство сельскохозяйственной продукции. Здесь на чернозёмных почвах выращивают зерновые культуры, подсолнечник, гречиху, кукурузу; разводят крупный рогатый скот, свиней.